# 12787 Abetadashi
12787 Abetadashi este un asteroid din centura principală de asteroizi.

## Descriere
12787 Abetadashi este un asteroid din centura principală de asteroizi. A fost descoperit pe 20 septembrie 1995 la Kitami de Kin Endate și Kazuro Watanabe. Asteroidul prezintă o orbită caracterizată de o semiaxă mare de 2,26 ua, o excentricitate de 0,18 și o înclinație de 6,2° în raport cu ecliptica.